# Miłość na pierwszą stronę
Miłość na pierwszą stronę – polska komedia romantyczna w reżyserii Marii Sadowskiej, której premiera odbyła się 7 października 2022 roku.

## Fabuła
Nina (Olga Bołądź) rozpoczyna pracę jako paparazzo, poznaje Roberta (Piotr Stramowski) - syna pary prezydenckiej. Bohaterowie zakochują się w sobie i muszą zmierzyć się z licznymi trudnościami.

## Obsada
| Aktor                   | Rola                        |
| ----------------------- | --------------------------- |
| Olga Bołądź             | Nina Maniewska              |
| Piotr Stramowski        | Robert Drzewiecki           |
| Magdalena Schejbal      | Marika Szulc                |
| Rafał Zawierucha        | Krupnik                     |
| Magdalena Koleśnik      | Amanda                      |
| Anna Dymna              | pani Stasia                 |
| Mateusz Damięcki        | Tomasz                      |
| Natalia Wolska          | Kryśka                      |
| Ewa Telega              | Izabella Drzewiecka         |
| Marek Włodarczyk        | Konstanty Drzewiecki        |
| Dominika Gwit           | strażniczka na komisariacie |
| Ada Fijał               | dziennikarka                |
| Kinga Jasik             | Kinia                       |
| Sandra Kościelniak      | Vika                        |
| Katarzyna Kwiatkowska   | kuratorka galerii           |
| Mateusz Wojtasiński     | „Grzejnik”                  |
| Tomasz Oświeciński      | Boruta                      |
| Izabela Janachowska     | w roli samych siebie        |
| Aleksander Milwiw-Baron | w roli samych siebie        |
| Rafał Szatan            | w roli samych siebie        |
| Barbara Kurdej-Szatan   | w roli samych siebie        |
| Katarzyna Wołejnio      | w roli samych siebie        |
| Maria Sadowska          | w roli samych siebie        |
| Artur Barciś            | osadzony                    |
| Zbigniew Zamachowski    | lekarz                      |

## Produkcja
Zdjęcia do produkcji trwały wiosną 2021 i odbywały się w Warszawie i okolicach.